# 淨謙寺
淨謙寺（じょうけんじ）は、浄土真宗本願寺派に属する日本の寺院である。本願寺広島別院の安芸教区山県太田組に属する末寺。法話に訪れる参拝客へイタリア料理風の精進料理「イタリアン精進料理」を提供することで広く知られる。

## イタリアン精進料理
イタリアン精進料理はイタリア料理を模しており、（獣肉や魚肉、五葷を用いず）野菜を主な食材としたイタリア風の精進料理である。多くの人に精進料理と触れ合って欲しいという思いで考案された。
淨謙寺では第13代住職の浄謙彰文の代になってから坊守である浄謙恭子の提案によって2009年7月より法話に訪れる参拝客へイタリアン精進料理の提供をはじめた。
2009年5月、娘・真理から母の日のプレゼントとして母・恭子へ送られた『イタリアン精進レシピ』(笹島保弘・編 2003)(植竹隆政・編 2004)に掲載されているレシピに基づいた試作料理を家族や友人などに振舞って好評をえたことから、「地産地消と地域活性化の役に立てば」と恭子の提案にてイタリアン精進を提供することとなった。
芸北地域で産出される季節の野菜や果物、木の実などを豊富に使ったイタリア風の精進料理がマスメディアなど評判となり、バスツアーなどの観光客も法話に訪れるようになった。

## 交通
- 総企バス「千代田芸北・金城線」千代田インターより芸北支所にて下車、総企バス「才乙線」に乗り継いで奥原にて下車。
- 総企バス「溝口線・飯室芸北線」広島北インターより芸北支所にて下車、総企バス「才乙線」に乗り継いで奥原にて下車。
- 中国自動車道・千代田インターチェンジから自動車で約50分[5]。
- 中国自動車道・戸河内インターチェンジから自動車で約50分[5]。
- 浜田自動車道・瑞穂インターチェンジから自動車で約50分。

## テレビ番組
- 西田敏行・菊池桃子・出演「葉月の参　広島・北広島町～お寺で味わう精進イタリアン～」『人生の楽園』(2014年8月16日)テレビ朝日[4]。
- 大松しんじほか出演「夏野菜を食べよう特集」『あっぱれ!熟年ファイターズ』(2013年6月22日)広島ホームテレビ[3]。